# Progi Kazaczyńskie

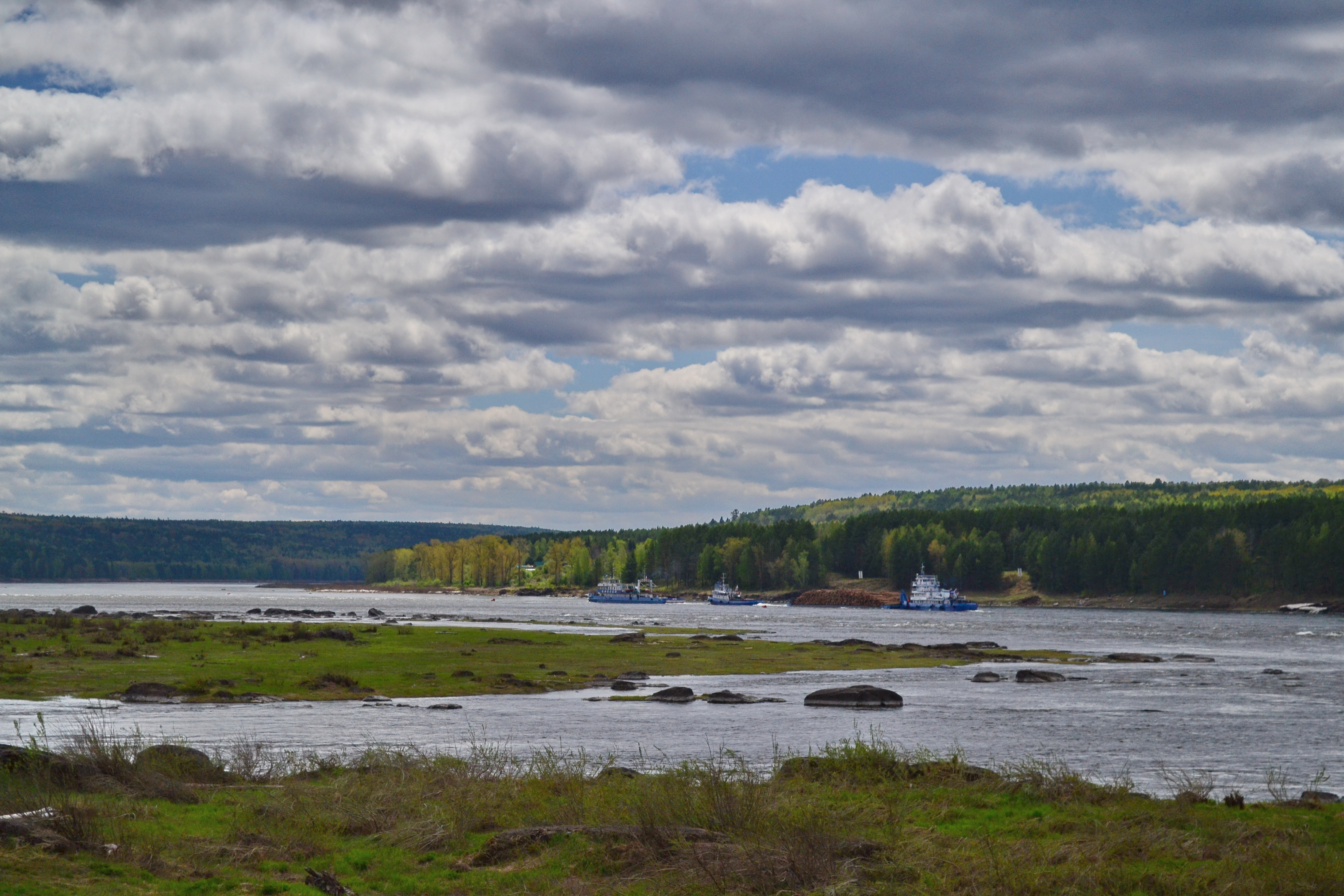
Progi Kazaczyńskie

Progi Kazaczyńskie – zespół twardych wychodni skał magmowych znajdujących się w korycie Jeniseju, niecałe trzysta kilometrów poniżej Krasnojarska.
W miejscu istnienia wychodni koryto rzeki zwęża się z szerokości około dwóch kilometrów do około trzystu metrów. Miejsce to stanowi poważne utrudnienie dla żeglugi, a duża część statków korzysta tu z pomocy wyspecjalizowanych holowników. Szczególne trudności nawigacyjne występują w trzech miejscach o nazwach:
- Czerwona Płyta (w pełnym słońcu połyskują tu czerwone granity),
- Modest (od parostatku, który w tym rejonie rozbił się i zatonął),
- Majdan (uchodzący za najmniej groźny)[1].